# Anna Grosser-Rilke
Anna Grosser-Rilke (geboren als Anna Rilke 29. April 1853 in Mělník, Kaisertum Österreich; gestorben April 1944 in Allenstein, Ostpreußen) war eine österreichisch-deutsche Pianistin, Klavierlehrerin und Journalistin.

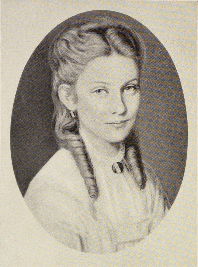
Anna Rilke in Teplitz

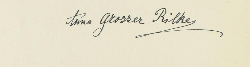
Signatur 1937

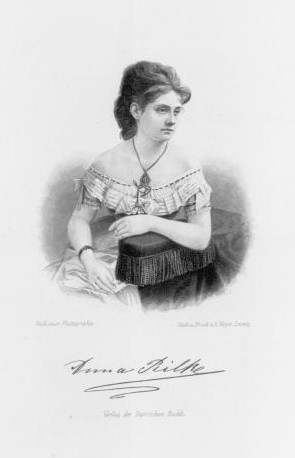
August Weger: Anna Rilke

## Leben
Anna Rilke war eine Tochter des Inspektors Franz Xaver Rilke und der Therese Schrenker. Der 1875 geborene Schriftsteller Rainer Maria Rilke war ein Neffe ihres Vetters Jaroslav Rilke. Anna Rilke wuchs im deutschsprachigen Bürgertum in Teplitz auf und erhielt Privatunterricht und Klavierstunden. Sie besuchte ab 1868 das Konservatorium Leipzig bei Carl Reinecke und bei Ernst Ferdinand Wenzel und arbeitete um 1870 kurze Zeit als Klavierlehrerin in Konstanz. Sie machte Konzertreisen und trat unter anderem mit Paul Klengel und Julius Klengel auf. Sie erhielt Klavierstunden bei Franz Liszt in Weimar. Ihre Konzertlaufbahn wurde unterbrochen, als sie 1878 den deutschen Maler Moritz Treuenfels (1847–1881) heiratete, mit dem sie nach Rom zog, sie war fortan Deutsche. Nach dessen Tod ging sie nach Berlin, wo sie den Journalisten Julius Grosser heiratete. Sie trat nun als Anna Grosser unter anderem in der Berliner Philharmonie auf. 1884 erhielt sie die Ehrung als Hofpianistin durch den König von Belgien. 
Julius Grosser wurde 1886 Korrespondent des New York Herald in Heidelberg, wo der Sohn Günther Grosser geboren wurde, und die Familie zog 1888 nach Konstantinopel, wo Julius Grosser als ständiger Korrespondent der Kölnischen Zeitung eine Beschäftigung fand und eine Nachrichtenagentur eröffnete. Nach dessen Tod 1895 übernahm Grosser-Rilke die Leitung der Agentur und führte sie bis 1918, als die Deutschen bei Ende des Ersten Weltkriegs aus Konstantinopel ausgewiesen wurden. Ihre musikalischen Aktivitäten hatte sie in der Zwischenzeit auf private Aufführungen in einem Streichquartett und auf Unterrichtstätigkeit am American College reduziert.
In Deutschland lebte sie zunächst zwei Jahre in Oberstdorf, dann in Niendorf bei Hannover und zog von dort nach Berlin, in die Nähe der Familie ihres Sohnes. Im hohen Alter schrieb sie auf Wunsch ihrer Enkelin Renate eine Autobiografie. 
Als Grosser-Rilke während des Krieges ihre Wohnung in Berlin-Steglitz aufgeben musste, zog sie nach Allenstein, wo sie wenige Tage vor ihrem 91. Geburtstag verstarb.

## Autobiografie

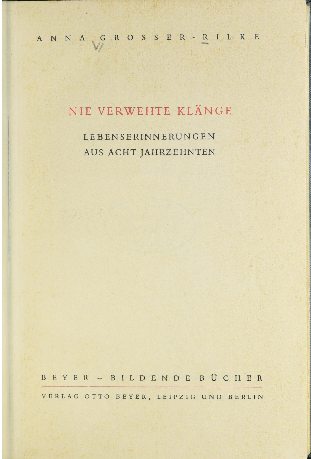
Autobiografie 1937

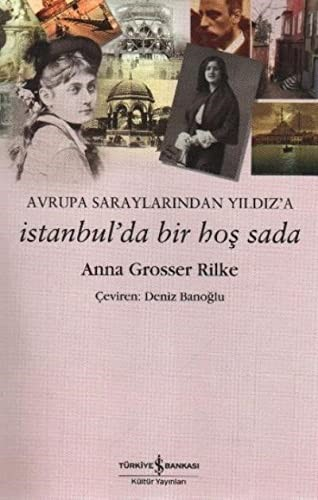
Übersetzung 2009

- Anna Grosser-Rilke: Nie verwehte Klänge. Lebenserinnerungen aus acht Jahrzehnten. Beyer, Leipzig 1937.[3]